# OUTTV
OUTTV är en TV-kanal som finns tillgänglig via digital-TV genom kanalpaket eller som tillvalskanal i Sverige, Nederländerna och Belgien. I Sverige erbjuds kanalen av tv-distributörerna Com Hem och Telia. 
OUTTV började som ett samarbete med kanadensiska kanalen OUTtv, världens första TV-kanal som dygnet runt helt och hållet riktade sig till HBTQ-publiken, varifrån många av OUTTV:s första program kom från. Idag  är de flesta av programmen från kanadensiska OUTtv inte längre med i TV-tablån på den nederländska kanalen.